# Radioåret 1953

## Händelser

### Januari
- 1 januari - Sveriges Radio börjar sända Natttuppen. [1]

## Radioprogram
- 22 januari - Radioteatern ger Strindbergs pjäs Kamraterna i regi av Karin Kavli med Åke Fridell (som Axel), Gertrud Fridh, Nine-Christine Jönsson, Toivo Pawlo, Georg Årlin, Jullan Kindahl, Nils Fritz och Mona Dan-Bergman
- 1 mars - Radioteatern ger Eugene O'Neills pjäs Ljuva ungdomstid i regi av Palle Brunius med Olof Winnerstrand (Nat Miller), Per Oscarsson (Richard Miller), Gunnar Björnstrand, Jane Friedmann (Muriel McComber) m.fl

### Fotnoter
1. ↑  ”78:or & film”. Arkiverad från originalet den 5 mars 2021. https://web.archive.org/web/20210305042652/http://musiknostalgi.atspace.cc/ra_lic.htm. Läst 26 mars 2011.